# Sośno
Sośno (deutsch Soßnow, 1942–1945 Sassenau) ist ein Dorf im Powiat Sępoleński der polnischen Woiwodschaft Kujawien-Pommern. Es ist Sitz der gleichnamigen Landgemeinde mit etwas mehr als 5050 Einwohnern.

## Geographische Lage
Das Dorf liegt im ehemaligen Westpreußen,  etwa 50 Kilometer östlich von Złotów (Flatow), 15 Kilometer nordöstlich von Więcbork (Vandsburg) und  45 Kilometer nordwestlich der Stadt Bydgoszcz (Bromberg).

## Geschichte
|  |

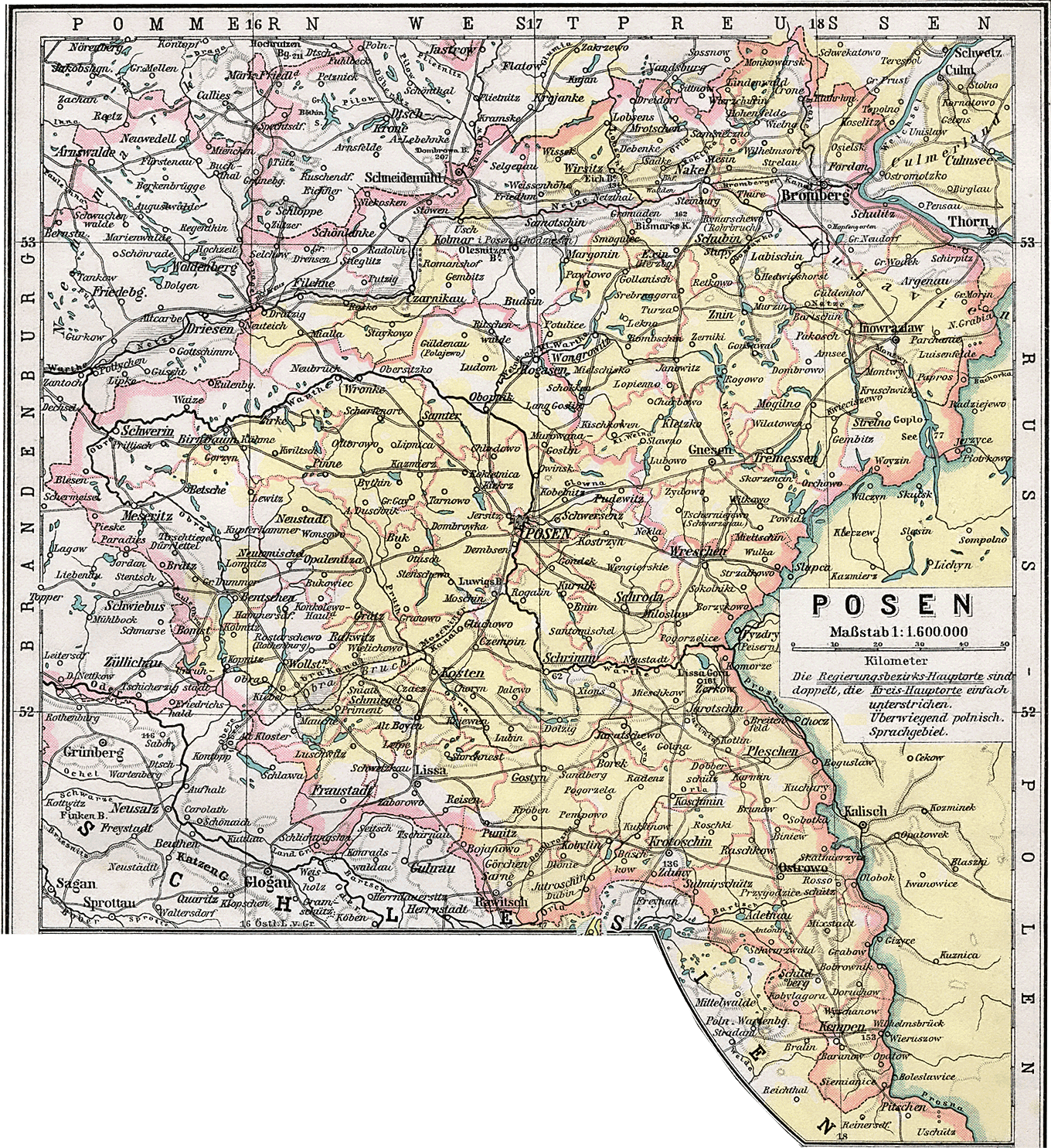
Sossnow nordwestlich der Stadt Bromberg und nordöstlich der Stadt Schneidemühl auf einer Landkarte der Provinz Posen von 1905 (gelb markierte Flächen kennzeichnen Gebiete mit seinerzeit mehrheitlich polnischsprachiger Bevölkerung)

Unter dem Namen Soßnow war die Ortschaft in älterer Zeit ein Rittergut im Kreis Flatow in  Westpreußen. Im Jahr 1783 befand sich die adlige Domäne im Besitz eines Herrn von Oslowski.
Um 1816 hatte Soßnow 22 Häuser.
Um die Mitte des 19. Jahrhunderts saß auf Soßnow der Landrat und Kreisdeputierte Adolph von Müllern, Ehrenritter der Balley Brandenburg des Ritterordens St. Johannis vom Spital zu Jerusalem, verheiratet mit Marianne von Wulffen. Die Tochter Olga des Ehepaars heiratete am 17. März 1870 auf Soßnow den preußischen Oberleutnant Johann August Freiherr Hiller von Gärtringen. Im Jahr 1896 befand sich das Gut samt einer Dampfbrennerei und einer Ziegelei noch im Besitz der Familie von Müllern.
1909 erhielt Soßnow Anschluss an die Eisenbahnstrecke Terespol–Vandsburg, der Personenverkehr wurde 1993 eingestellt, die Strecke danach stillgelegt.
Als nach dem Ersten Weltkrieg aufgrund der Bestimmungen des Versailler Vertrags der Polnische Korridor eingerichtet wurde, musste Soßnow an die Zweite Polnische Republik abgetreten werden. Nach der Besetzung der Region durch die deutsche  Wehrmacht 1939 wurde Soßnow völkerrechtswidrig dem Deutschen Reich einverleibt und gehörte bis 1945 zum Landkreis Zempelburg. Gegen Ende des Zweiten Weltkriegs wurde die Region im Frühjahr 1945 von der Roten Armee besetzt.

### Demographie
| Jahr | Einwohner | Anmerkungen |
| ---- | --------- | --- |
| 1766 | 198       | [ 6 ] |
| 1818 | 184       | adliges Dorf |
| 1852 | 454       | Dorf |
| 1864 | 512       | Dorf und Rittergut (im Kommunalverbund miteinander), darunter 376 Evangelische und 122 Katholiken nach anderen Angaben 642 Einwohner                                                                                     |
| 1910 | 595       | am 1. Dezember, davon 261 im Dorf (187 Evangelische und 74 Katholiken; 42 Einwohner mit polnischer Muttersprache) und 334 im Rittergut (211 Evangelische und 123 Katholiken; 121 Einwohner mit polnischer Muttersprache) |

## Kirche
Die Protestanten der hier um 1900 anwesenden Dorfbevölkerung gehörten zur evangelischen Pfarrei Obodowo-Soßnow. Um 1890 hatte die Gemeinde noch zur Pfarrei Zempelburg gehört.

## Gemeinde
Zur Landgemeinde (gmina wiejska) Sośno gehören 20 Dörfer mit Schulzenämtern.